# 小行星13914
小行星13914（13914 Galegant）是一颗绕太阳运转的小行星，为主小行星带小行星。该小行星于1980年6月11日发现。

## 轨道参数
小行星13914的轨道半长轴为2.5774725 UA，离心率为0.271。